# Naums Lebedinskis
Naums Gregors Lebedinskis, Naum (Nuchim) Gregor Lebedinsky, Naum Lebiedinski (ros. Наум Лебединский, ur. 21 marca 1888 w Odessie, zm. w październiku 1941 w Rydze) – szwajcarski i łotewski zoolog rosyjskiego pochodzenia, profesor zoologii Uniwersytetu Łotwy, ofiara narodowego socjalizmu.
Po ukończeniu szkoły handlowej w Kijowie podjął studia zoologiczne na Uniwersytecie w Zurychu, ukończył je w 1912 roku. W 1913 i 1914 roku pracował jako asystent w Instytucie Zoologii Uniwersytetu w Halle. Od 1917 do 1920 był docentem prywatnym na Uniwersytecie w Bazylei, otrzymał obywatelstwo szwajcarskie. Od 1921 był profesorem zwyczajnym zoologii na Uniwersytecie Łotwy. Kierował też Instytutem Anatomii i Zoologii Doświadczalnej. W latach 1940–1941 kierował Instytutem Hydrobiologii. W październiku 1941 roku (lub w 1942 roku, według innych źródeł), unikając przesiedlenia do getta, popełnił samobójstwo razem z żoną i dwoma synami.
Był autorem około 60 prac naukowych.

## Prace
- Haecker G, Lebedinsky N. Über die beschleuningende Wirkung geringer Strahlendosierungen auf tierische Eier. Archiv für mikroskopische Anatomie 85 (1), 555-560, 1914
- Lebedinsky N. Beitrage zur Morphologie und Entwiklungsgeschichte des Vogelbeckes. Jenaische Zeitschrift fur Naturwissenschaft. 1913. Bd. 50.
- Lebedinsky NG. Five years experiences with a new Rejuvenation method. Riga, 1935. 11 p.
- Lebedinsky N. Sur un tetard de Rana temporaire bicephale. Reunion bilogique de Lettonie. Riga, 1921.
- Lebedinsky N. Sur une nouvelle method pour etudier l`autodifferencation des extremites chez les amphibians. Societe de biologie de Lettonie. Riga, 1922.
- Lebedinsky N. Ueber die Hautzeichnungen bei Vogeln und die evolutionstheoretische Bedeutung des Fehlens artspezifischer Zeichnungen in der verdeckten Haut der Warmbluter. Berlin, 1929. 76 S.
- Lebedinsky N. Untersuchungen zur Morphologie und Etwiklungsgeschichte des Unterkiefers der Vogel. Zugleich ein beitrag zu Kenntnis der Einflusses der Aussenwelt auf den Organismus. Revue suisse de Zoologie. 1918. Vol.26.
- Череп носорога Rhinoceros Antiquitatis из окрестностей деревни Борки Черниговской губернии. Записки Киевского общества естествоиспытателей. 1910. Т. 21.
- Darwins Theorie der geschlechtlichen Zuchtwahl im Lichte der heutigen Forschung. Bibliographia Genetica, 9, 1932